# 원더 모모
원더 모모(ワンダーモモ, Wonder Momo)는 남코가 개발하여 발매한 1987년 격투 아케이드 게임이다. 무대 위에서 관객들을 상대하는 모모가 슈퍼히어로로 변신하여 무대상의 적들을 물리쳐 공연을 무사히 마쳐야한다는 내용이다. 남코 시스템 86으로 발매된 남코 최후의 8비트 아케이드 게임이었으며, 1989년에 PC 엔진으로 이식됐다.

## 평가
| 평가                                                                        |       |
| --------------------------------------------------------------------------- | ----- |
| 평론 점수 평론사 점수 올게임 패미츠 21/40 [ 2 ] The Games Machine 54% [ 3 ] |       |
| 평론 점수                                                                   |       |
| 평론사                                                                      | 점수  |
| 올게임                                                                      | 3/별  |
| 패미츠                                                                      | 21/40 |
| The Games Machine                                                           | 54%   |